# Ľaliové sedlo
Ľaliové sedlo (polsky Liliowe, maďarsky Liliom-hágó, německy Liliensattel, 1947 m n. m.) je mělké sedlo v hlavním hřebeni Tater mezi Beskydem a Krajnou kopou. V těchto místech probíhá po hřebeni polsko-slovenská státní hranice.

## Topografie
Mezi Ľaliovým sedlem a Beskydem rozlišuje Władysław Cywiński ještě vrchol Liliowa Kopka a sedlo Wyżnie Liliowe. Na polské straně spadá svah od Ľaliového sedla do horní části Gąsienicové doliny. Na slovenské straně spadá do Tiché doliny rokle, do níž v polovině délky pod Krajnou kopou ústí Zarembov žľab. Zmíněnými žlaby padají v zimě velké laviny.
Ľaliové sedlo představuje všeobecně uznávanou geologickou i krajinnou hranici mezi Západními a Vysokými Tatrami.

## Přístup
- po červené  značce ze Suchého (15 min) nebo ze Svinického sedla (35 min).
- po zelené  značce z Gąsienicové doliny od chaty Murowaniec (1:30 h).